# أوليفييه جان
أوليفييه جان هو متزلج سريع كندي، ولد في 15 مارس 1984 في ريبنتينيي في كندا.

## وصلات خارجية
- أوليفييه جان على موقع SpeedSkatingBase.eu (الإنجليزية)
- أوليفييه جان على موقع SpeedSkatingNews.info (الإنجليزية)
- أوليفييه جان على موقع SpeedSkatingStats.com (الإنجليزية)
- أوليفييه جان على موقع ShortTrackOnLine.info (الإنجليزية)
- أوليفييه جان على موقع اللجنة الأولمبية الدولية (الإنجليزية)
- أوليفييه جان على موقع أوليمبيديا (الإنجليزية)
- أوليفييه جان على موقع اللجنة الأولمبية الكندية (الإنجليزية)